# Boarmia zascia
Boarmia zascia är en fjärilsart som beskrevs av Edward Meyrick 1892. Boarmia zascia ingår i släktet Boarmia och familjen mätare. Inga underarter finns listade i Catalogue of Life.